# Liste des ministres flamands du Budget
Voici la liste des ministres du Budget de la Flandre depuis la création de la fonction en 1981.
| Nom | Nom                | Nom                               | Parti    | Mandat                                                           | Gouvernement(s) | Portefeuille ministériel |
| --- | ------------------ | --------------------------------- | -------- | ---------------------------------------------------------------- | --- | --- |
| 1   |                    | Hugo Schlitz (1927-2006)          | VU       | 22 décembre 1981 - 10 décembre 1985 (3 ans, 11 mois et 18 jours) | Geens I | Miinistre communautaire des Finances et du Budget                                                                                       |
| 2   |                    | Louis Waltniel (1925-2001)        | PVV      | 10 décembre 1985 - 18 octobre 1988 (2 ans, 10 mois et 8 jours)   | Geens II | Vice-président et Ministre communautaire des Finances et du Budget                                                                      |
| 2   | Geens III          | Louis Waltniel (1925-2001)        | PVV      | 10 décembre 1985 - 18 octobre 1988 (2 ans, 10 mois et 8 jours)   | | Vice-président et Ministre communautaire des Finances et du Budget                                                                      |
| 3   |                    | Gaston Geens (1931-2002)          | CVP      | 18 octobre 1988 - 21 janvier 1992 (3 ans, 3 mois et 3 jours)     | Geens IV | Président et Ministre communautaire des Finances et du Budget                                                                           |
| 4   |                    | Wivina Demeester-De Meyer (1943-) | CVP      | 21 janvier 1992 - 13 juillet 1999 (7 ans, 5 mois et 22 jours)    | Van den Brande I | Ministre communautaire des Finances, du Budget, des Affaires intérieures, de la Protection sociale et de la Famille                     |
| 4   | Van den Brande II  | Wivina Demeester-De Meyer (1943-) | CVP      | 21 janvier 1992 - 13 juillet 1999 (7 ans, 5 mois et 22 jours)    | Ministre communautaire des Finances, du Budget, des Établissements de Santé, de la Protection sociale et de la Famille | |
| 4   | Van den Brande III | Wivina Demeester-De Meyer (1943-) | CVP      | 21 janvier 1992 - 13 juillet 1999 (7 ans, 5 mois et 22 jours)    | Ministre des Finances, du Budget, de la Jeunesse, de la Famille et de la Santé                                         | |
| 4   | Van den Brande IV  | Wivina Demeester-De Meyer (1943-) | CVP      | 21 janvier 1992 - 13 juillet 1999 (7 ans, 5 mois et 22 jours)    | Ministre des Finances, du Budget et de la Santé                                                                        | |
| 5   |                    | Patrick Dewael (1955-)            | VLD      | 13 juillet 1999 - 31 juillet 2001 (2 ans et 18 jours)            | Dewael | Ministre-président et Ministre des Finances, du Budget, de la Politique étrangère et des Affaires européennes                           |
| 6   |                    | Dirk Van Mechelen (1957-)         | VLD      | 31 juillet 2001 - 13 juillet 2009 (7 ans, 11 mois et 12 jours)   | Dewael | Ministre de l'Aménagement du territoire, de l'Innovation, des Médias, des Finances et du Budget                                         |
| 6   | Somers             | Dirk Van Mechelen (1957-)         | VLD      | 31 juillet 2001 - 13 juillet 2009 (7 ans, 11 mois et 12 jours)   | Ministre des Finances, du Budget, de l'Aménagement du territoire, de la Science et de l'Innovation technologique       | |
| 6   | Leterme            | Dirk Van Mechelen (1957-)         | VLD      | 31 juillet 2001 - 13 juillet 2009 (7 ans, 11 mois et 12 jours)   | Ministre des Finances, du Budget et de l'Aménagement du territoire                                                     | |
| 6   | Peeters I          | Dirk Van Mechelen (1957-)         | VLD      | 31 juillet 2001 - 13 juillet 2009 (7 ans, 11 mois et 12 jours)   | Ministre des Finances, du Budget et de l'Aménagement du territoire                                                     | |
| 7   |                    | Philippe Muyters (1961-)          | N-VA     | 13 juillet 2009 - 25 juillet 2014 (5 ans et 12 jours)            | Peeters II | Ministre des Finances, du Budget, de l'Emploi, de l'Aménagement du territoire et des Sports                                             |
| 8   |                    | Annemie Turtelboom (1967-)        | Open Vld | 25 juillet 2014 - 4 mai 2016 (1 an, 9 mois et 9 jours)           | Bourgeois | Vice-Ministre-présidente et Ministre des Finances, du Budget et de l'Énergie                                                            |
| 9   |                    | Bart Tommelein (1962-)            | Open Vld | 4 mai 2016 - 9 janvier 2019 (2 ans, 8 mois et 5 jours)           | Bourgeois | Vice-Ministre-président et Ministre des Finances, du Budget et de l'Énergie                                                             |
| 10  |                    | Lydia Peeters (1969-)             | Open Vld | 9 janvier 2019 - 2 octobre 2019 (8 mois et 23 jours)             | Bourgeois | Ministre des Finances, du Budget et de l'Énergie                                                                                        |
| 10  | Homans             | Lydia Peeters (1969-)             | Open Vld | 9 janvier 2019 - 2 octobre 2019 (8 mois et 23 jours)             | | Ministre des Finances, du Budget et de l'Énergie                                                                                        |
| 11  |                    | Matthias Diependaele (1979-)      | N-VA     | 2 octobre 2019 - 30 septembre 2024 (4 ans, 11 mois et 28 jours)  | Jambon | Ministre des Finances, du Budget, du Logement et du Logement                                                                            |
| 12  |                    | Ben Weyts (1970-)                 | N-VA     | 30 septembre 2024 - (5 mois et 13 jours)                         | Diependaele | Vice-Ministre-président et Ministre du Budget, des Finances, de la Périphérie flamande, du Patrimoine immobilier et du Bien-être animal |